# 湘南角蟾
湘南角蟾（学名：Boulenophrys xiangnanensis），一种于中华人民共和国湖南省永州市双牌县阳明山发现的两栖动物，隶属于角蟾科布角蟾属。其种加词“xiangnanensis”意为“湖南南部的”。

## 形态特征
湘南角蟾体型中等，雄蟾体长38.6～42.0毫米，雌蟾体长44.4毫米左右。身体背面皮肤光滑，呈黄褐色，眶间具有一个镶浅色边的深色三角形斑纹，背中央具有一个镶浅色边的深色“X”斑纹；四肢具有深褐色横纹；喉咙和前胸为红灰色，在喉部有纵向条纹，腹部有白色斑块并散布着白色斑点，两侧有一对侧腹面纵向的和宽的红色条纹；四肢腹面肉色，手腹面紫色。

## 保护
本种于2023年被收录入《有重要生态、科学、社会价值的陆生野生动物名录》。